# Transitório óptico azul rápido

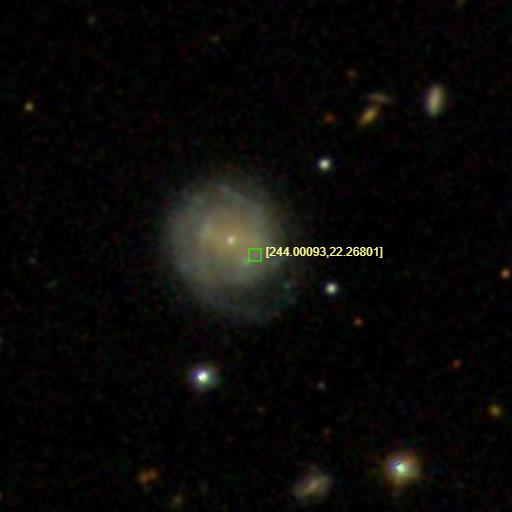
Imagem de localização do SN 2018cow, um transiente óptico azul rápido

Em astronomia, um transiente óptico azul rápido (FBOT) é um tipo de explosão de supernova com sua luz visível brilhando e diminuindo em dias, em vez das típicas  semanas nas supernovas normais.  Três objetos descobertos separadamente - um em 2016 e dois em 2018 - os astrônomos estão chamando transitório óptico azul rápido. FBOT é causado por algum processo astrofísico de alta energia ainda não entendido.

## Três objetos
Em 2018, os astrônomos estavam observando uma supernova que não se encaixava em nenhum grupo. Chamava-se AT2018cow, ou "A Vaca". A vaca atraiu muita atenção de astrônomos de todo o mundo. Inicialmente, era incomumente brilhante, e depois apagou muito rapidamente. Duas outras explosões estelares, uma em 2016 e outra em 2018, também chamaram a atenção da comunidade de astronomia por razões semelhantes. Eles foram chamados CSS161010 e ZTF18abvkwla ("o Koala"). O Koala mostrou emissões de rádio extremamente brilhantes, tão brilhantes quanto uma explosão de raios gama. E o CSS161010 ejetou uma quantidade anormal de material no espaço, a metade da velocidade da luz.